# Lončarjev Dol
Lončarjev Dol je naselje v Občini Sevnica.